# Prilep
Pour les articles homonymes, voir Prilep (homonymie).
Prilep (en macédonien : Прилеп ) est une commune et une ville du centre-sud de la Macédoine du Nord. La commune comptait 76 768 habitants en 2002 et, avec ses 1 194,44 km2, c'est la plus grande commune du pays. La ville en elle-même comptait alors 66 246 habitants, le reste de la population étant réparti dans les villages alentour. Prilep est surnommée « la ville sous les tours de Marko » à cause de la proximité des tours du roi Marc fils de Mournyav. C'est, avec Bitola, l'un des deux grands centres économiques du sud du pays. Prilep est surtout connue pour sa production de tabac.
Son territoire est limitrophe de ceux des communes macédoniennes de Novaci, Mogila, Krivogaštani, Dolneni, Čaška et Kavadarci ainsi que de la Grèce.

## Géographie

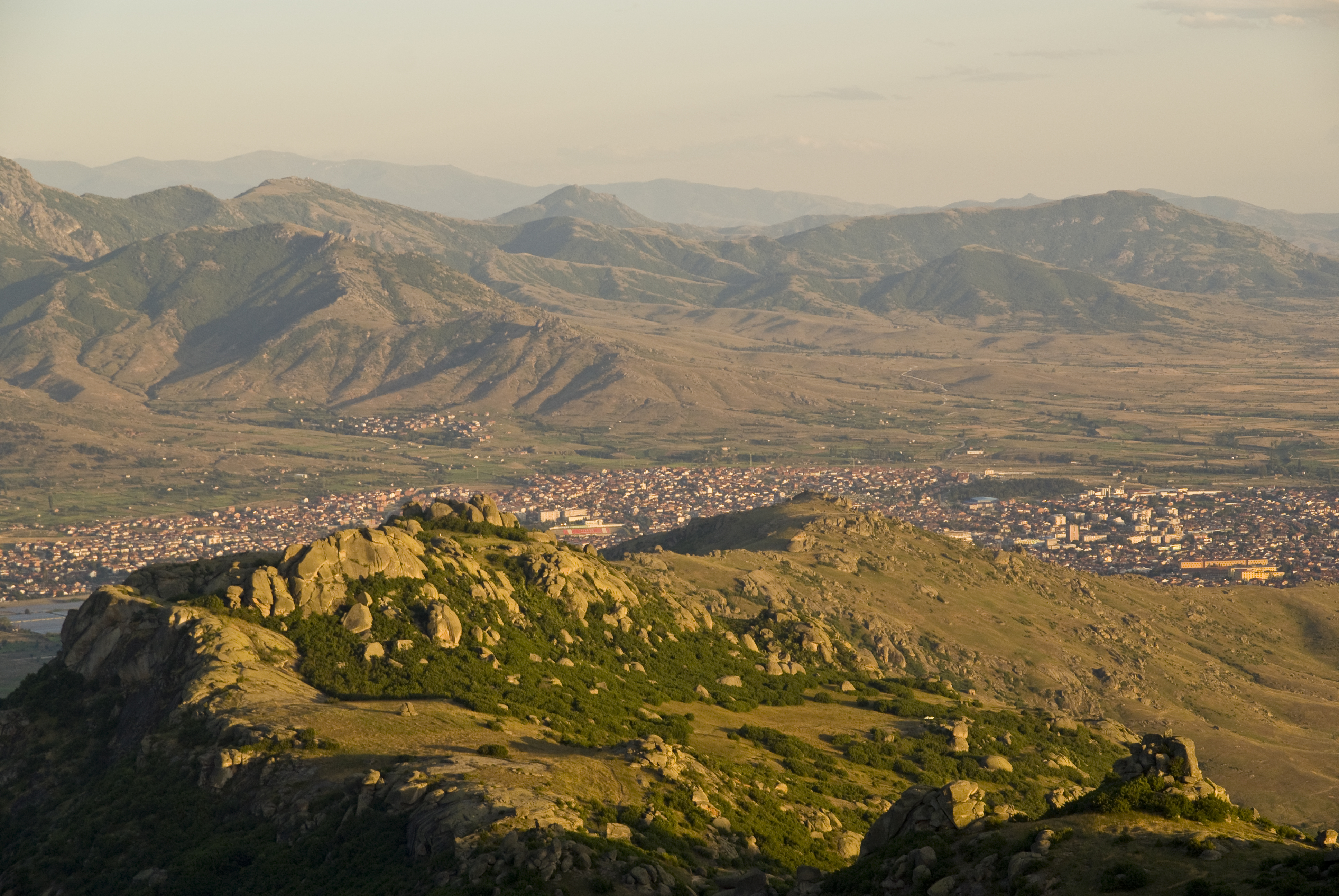
Prilep et la Pélagonie.

Prilep se trouve dans la plaine de Pélagonie, l'une des rares régions plates de la Macédoine du Nord, située entre 550 et 700 mètres d'altitude. Elle est à proximité de l'autoroute E65 qui traverse l'Europe du nord au sud. En plus de la ville de Prilep en elle-même, la commune compte 55 villages et hameaux. La commune est pauvre en eau et doit faire venir son eau potable depuis des sources situées en dehors de son territoire. En revanche, le sol de Prilep est riche en fer, en marbre et en granit.
Prilep connaît un climat continental modéré, plus chaud toutefois que ceux de Bitola, Struga, Resen et Ohrid. Les pluies sont rares, Prilep ne reçoit ainsi qu'entre 500 et 600 millimètres d'eau par an, mais la neige est très fréquente en hiver (203 jours de neige par an en moyenne).
En plus de la ville de Prilep, la commune comprend les villages de Alintsi, Belovoditsa, Berovtsi, Bechichté, Bontché, Borotino, Veptchani, Veseltchani, Vitolichté, Volkovo, Vrpsko, Galitchani, Golem Radobil, Golemo Konyari, Gouǵakovo, Dabnitsa, Dren, Dounyé, Erekovtsi, Jivovo, Zagorani, Kadino Selo, Kalen, Kanatlartsi, Klepatch, Kokré, Krouchevitsa, Krstets, Lenichta, Lopatitsa, Majoutchichté, Mal Radobil, Malo Konyari, Malo Rouvtsi, Manastir, Maroul, Nikodin, Novo Lagovo, Oreovets, Pechtani, Pletvar, Podmol, Poltchichté, Prilepets, Prisad, Raklé, Seltsé, Smolari, Staro Lagovo, Toplitsa, Troyatsi, Topoltchani, Troykrsti, Tsareviḱ, Tchanichté, Tchepigovo, Tchoumovo, Chelevertsi et Chtavitsa.

## Toponymie
Il existe deux hypothèses quant à l'origine du nom de Prilep. La première défend que « Prilep » vient de l'adjectif macédonien prilepen (прилепен : accolé) car les premières maisons de la ville auraient été accolées à la forteresse. L'autre hypothèse s'appuie sur l'expression prilebno mesto (прилебно место, le four à pain). En valaque, la ville s'appelle Pãrleapita (pain cuit), en turc, Pirlepe ou Perlepe et en grec moderne, Πρίλαπος (Prilapos). Le nom antique était Στύβερρας (Styverras), Στύμβαρας (Stymvaras) ou Ἀλαλκομεναί (Alalcomènes), mais on trouve aussi Kolobansa à l'époque byzantine.

## Histoire

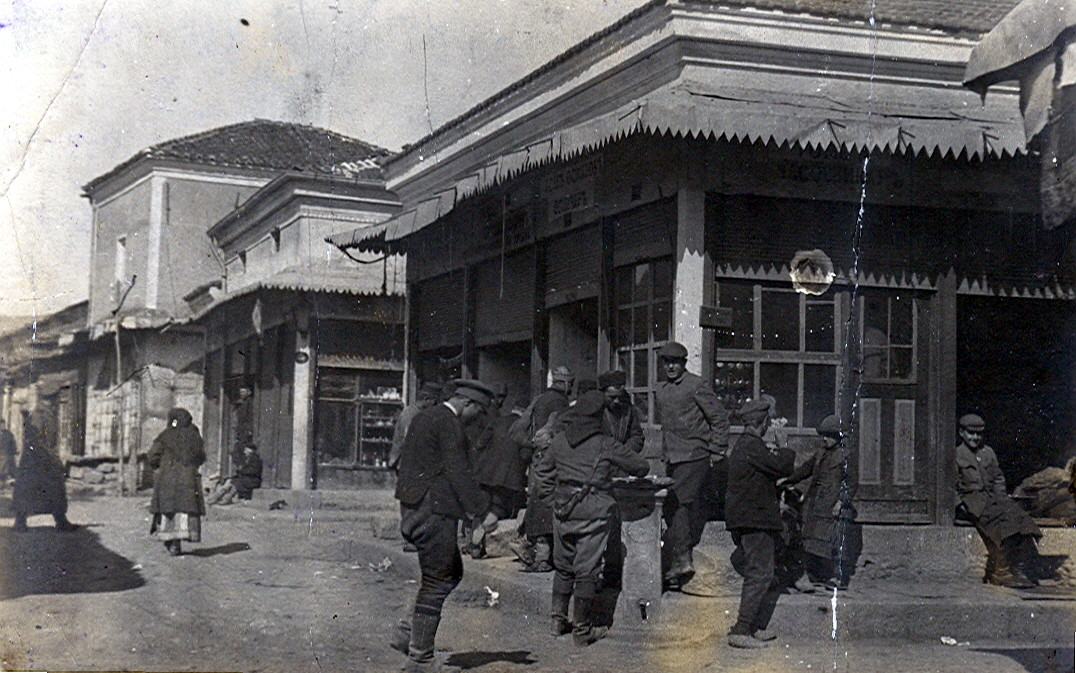
Une rue de Prilep vers 1915.

La ville de Prilep est mentionnée pour la première fois sous ce nom en 1014. Sa position géographique est très importante puisqu'elle se trouve sur la Via Egnatia, qui relie la côte est des Balkans à la côte ouest, et sur la route qui relie Venise et Raguse à Salonique. Au cours du Moyen Âge, Prilep se dote de nombreuses églises et monastères et sa position stratégique est utilisée successivement par le tsar Samuel Ier de Bulgarie et par le roi roi Marc de Mournyav qui y fait élever une forteresse.
À partir du XIVe siècle, la région devient ottomane et les Turcs font de Prilep un centre de commerce doté d'un bazar. Au XIXe siècle, la ville occupe une place privilégiée pendant le renouveau culturel macédonien, et en 1903, la ville se mobilise activement lors de l'insurrection d'Ilinden dirigée contre la domination ottomane. À l'issue des guerres balkaniques, en 1913, la ville devient serbe. Le 26 septembre 1918, elle est le lieu de la victoire française du général Auguste-Charles Tranié (1862-1931), qui amène la signature le 30 septembre 1918 de l'armistice de Thessalonique avec la Bulgarie, l’Autriche-Hongrie et l'Empire ottoman (Clemenceau reportera l'armistice au 11 novembre 1918 à Rethondes). La ville devient alors yougoslave en 1918.
En 1941, la ville est annexée par la Bulgarie et les Partisans communistes y lancent le 11 octobre leur campagne de libération du pays. Plus de 650 combattants originaires de la région sont enterrés dans le monument de la Seconde Guerre mondiale qui se trouve dans la ville. Prilep a par ailleurs reçu le titre de Ville héros de Yougoslavie. Sous le régime communiste, l'industrie tabatière se développe.

## Administration

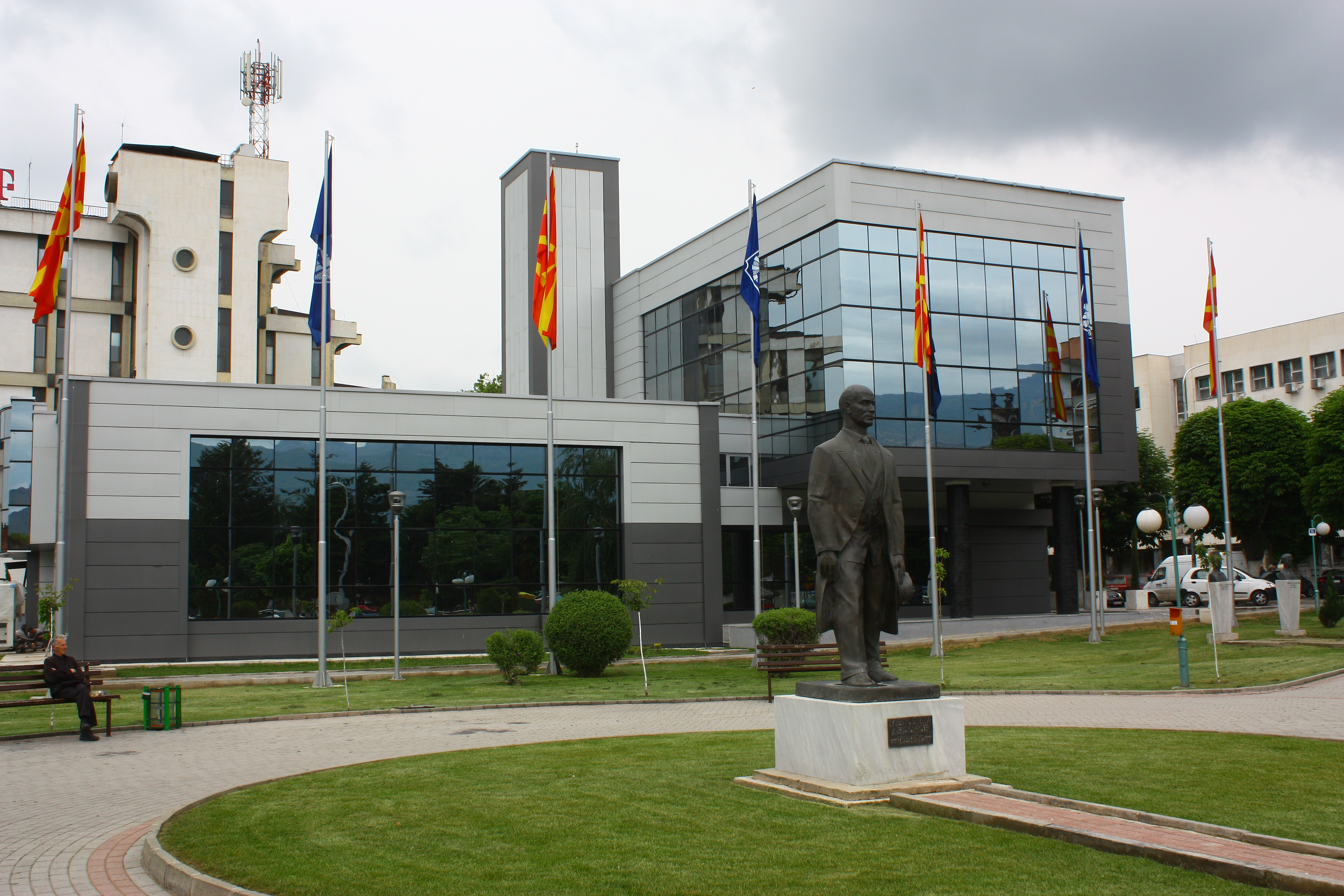
La mairie.

La commune est administrée par un conseil élu au suffrage universel tous les quatre ans. Ce conseil adopte les plans d'urbanisme, accorde les permis de construire, il planifie le développement économique local, protège l'environnement, prend des initiatives culturelles et supervise l'enseignement primaire. Le conseil compte 27 membres.
Le pouvoir exécutif est détenu par le maire, lui aussi élu au suffrage universel. Depuis 2005, le maire de Prilep est Marjan Risteski, né en 1972.

### Démographie

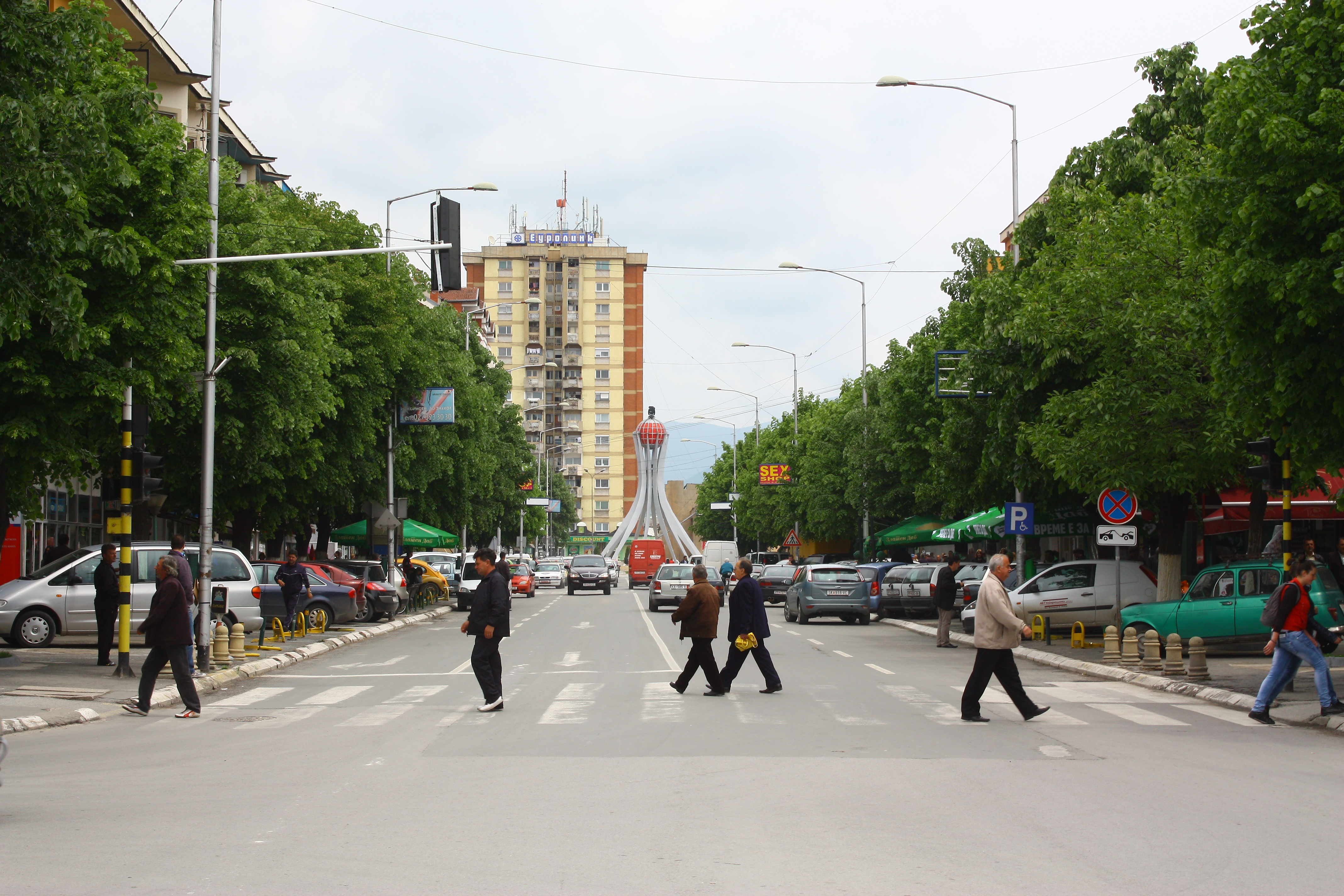
Passage piéton dans le centre de Prilep.

La population connaît une croissance régulière : elle augmente d'environ 1 000 personnes à chaque recensement.
| 1994   | 2001   | 2006   | 2011 (estimation) |
| ------ | ------ | ------ | ----------------- |
| 71 899 | 75 374 | 77 879 | 80 374 (?)        |

| 1961   | 1971   | 1981   | 1991   | 1994   | 2001   | 2006   | 2011 (estimation) |
| ------ | ------ | ------ | ------ | ------ | ------ | ------ | ----------------- |
| 37 452 | 48 202 | 63 639 | 70 152 | 68 148 | 71 490 | 73 900 | 76 300 (?)        |

| appartenance ethnique | nombre d'habitants | nombre d'habitants | en pourcentage de la population totale | en pourcentage de la population totale |
| appartenance ethnique | 2006               | 2002               | 2006                                   | 2002                                   |
| --------------------- | ------------------ | ------------------ | -------------------------------------- | -------------------------------------- |
| Macédoniens           | 70.878             | 61.320             | 92,32 %                                | 92,56 %                                |
| Roms                  | 4.433              | 4.372              | 5,77 %                                 | 6,60 %                                 |
| Serbes                | 172                | 151                | 0,22 %                                 | 0,22 %                                 |
| Turcs                 | 917                | 123                | 1,19 %                                 | 0,18 %                                 |
| Albanais              | 22                 | 21                 | 0,03 %                                 | 0,03 %                                 |
| Vlaques               | 17                 | 16                 | 0,02 %                                 | 0,02 %                                 |
| Bosniaques            | 86                 | 17                 | 0,11 %                                 | 0,02 %                                 |
| autres                | 243                | 226                | 0,03 %                                 | 0,34 %                                 |
| Total                 | 76768              | 66.246             |                                        |                                        |

## Économie

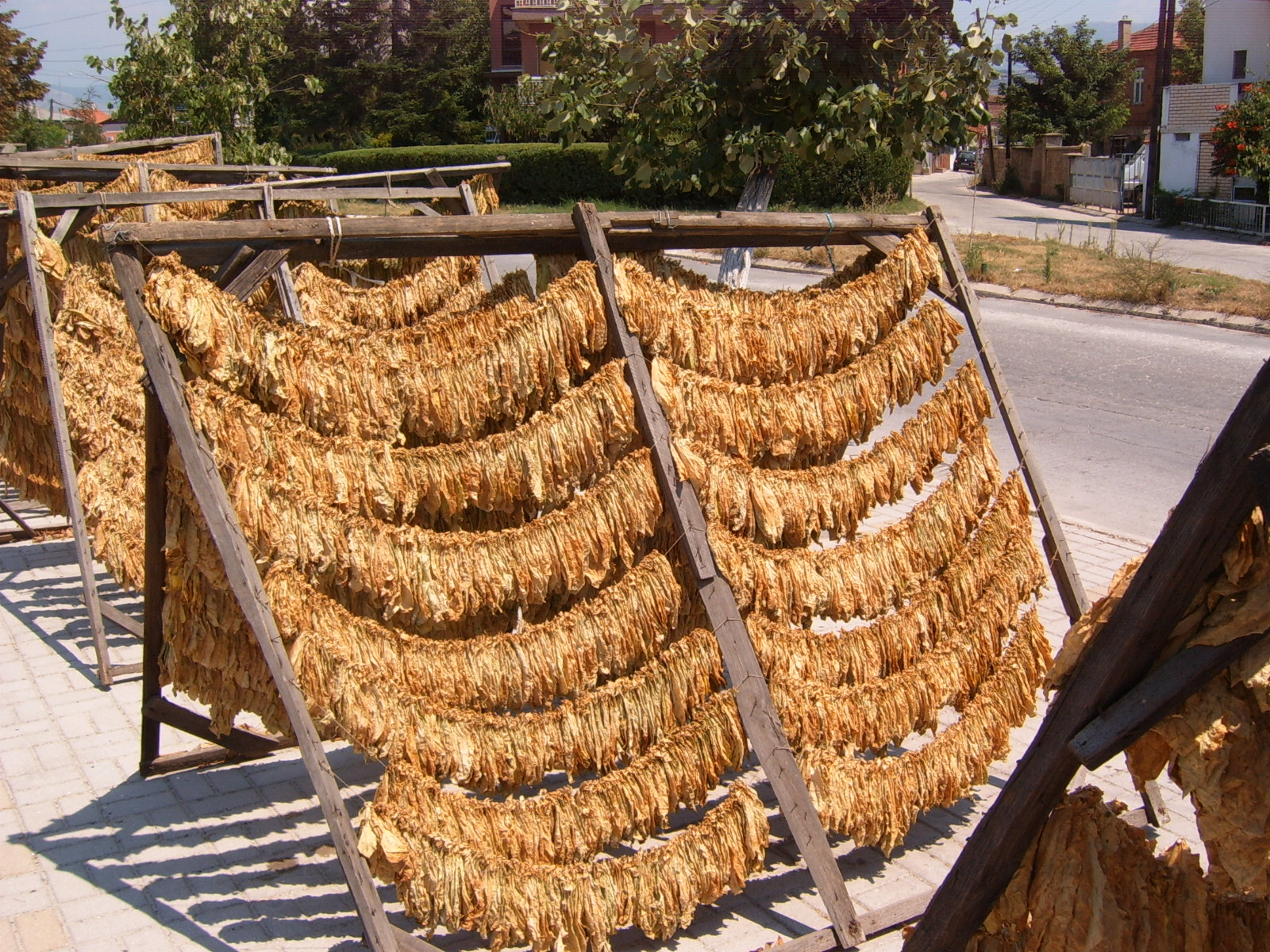
Séchage du tabac.

L'économie de Prilep est principalement liée à l'agriculture. La commune produit notamment du tabac, des céréales et des primeurs. La plus grande entreprise de Prilep est Tutunski Kombinat, une fabrique de tabac ouverte en 1873 qui fait de la ville le plus grand producteur de cigarettes de l'ex-Yougoslavie. Une autre entreprise importante est Vitaminka, fondée en 1956 et qui produit de l'agroalimentaire (chocolat, mayonnaise, ketchup, soupe, acides...). Elle exporte dans 25 pays, notamment vers l'ex-Yougoslavie, l'Australie, l'Allemagne, l'Albanie, la Suisse et les Pays-Bas. La commune vit également de ses mines de fer et de marbre, du textile et de la construction. La brasserie locale Prilepska Pivarnica entre dans la composition du MBID, un indice de la Bourse macédonienne.

## Culture et tourisme
Prilep possède plusieurs institutions culturelles, comme un musée et un théâtre national, un musée-mémorial de la Seconde Guerre mondiale, un musée du tabac, et c'est le siège de stations de radios, de chaînes de télévision et de journaux. Une des manifestations culturelles les plus importantes est le Festival Astérix, le seul festival international pour enfants en Macédoine du Nord. Il a pour but de découvrir de nouveaux talents de la chanson et de promouvoir des amitiés malgré les différences culturelles et ethniques des participants. La ville  organise aussi le Festival de théâtre Vojdan Chernodrinski, qui a lieu en juin, et le Festival d'été de Prilep, qui se tient en juillet et qui consiste en plusieurs événements regroupant tous les domaines de l'art.
Les Tours de Marc, construites au XIVe siècle par le roi Marc de Mournyav sont le symbole de la ville. Ce sont les restes d'une forteresse qui se trouvait sur une colline dominant la ville. La vieille-ville possède encore sa tour de l'horloge, construite en 1858, un vieux bazar ottoman et les ruines d'une mosquée du XVe siècle. La commune compte aussi deux monastères orthodoxes exceptionnels, celui de Treskavec et celui de l'Archange Saint-Michel, construit en haut d'une falaise. Le tourisme à Prilep est peu développé mais le gouvernement macédonien entend l'encourager, notamment en proposant les Tours de Marko au Patrimoine mondial de l'Unesco.
La commune possède quelques curiosités naturelles, comme la plaine de Pélagonie, le massif de Seletchka et le lac Orevoetchka, aménagé en zone de loisirs.

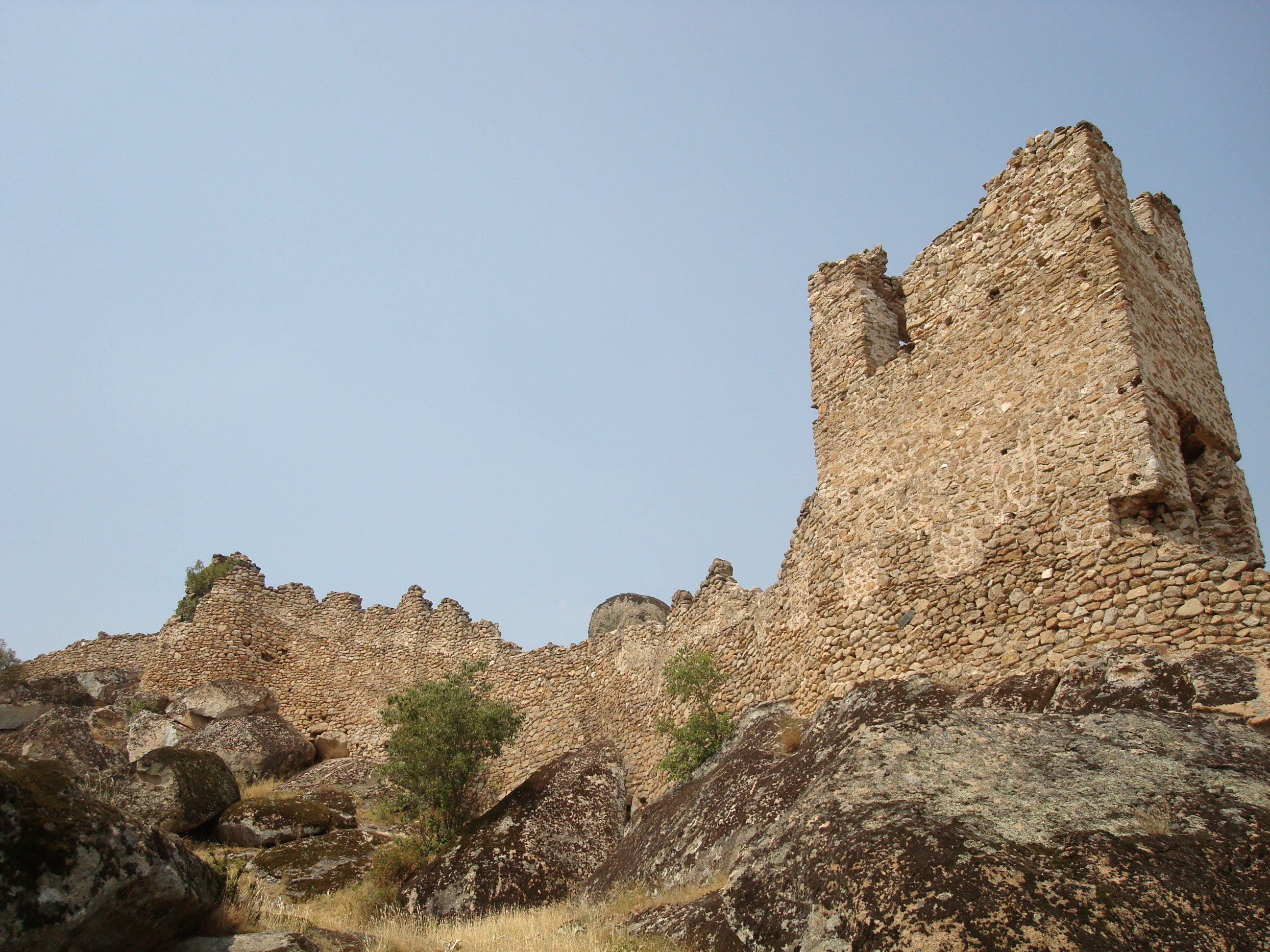
Les tours de Marc.
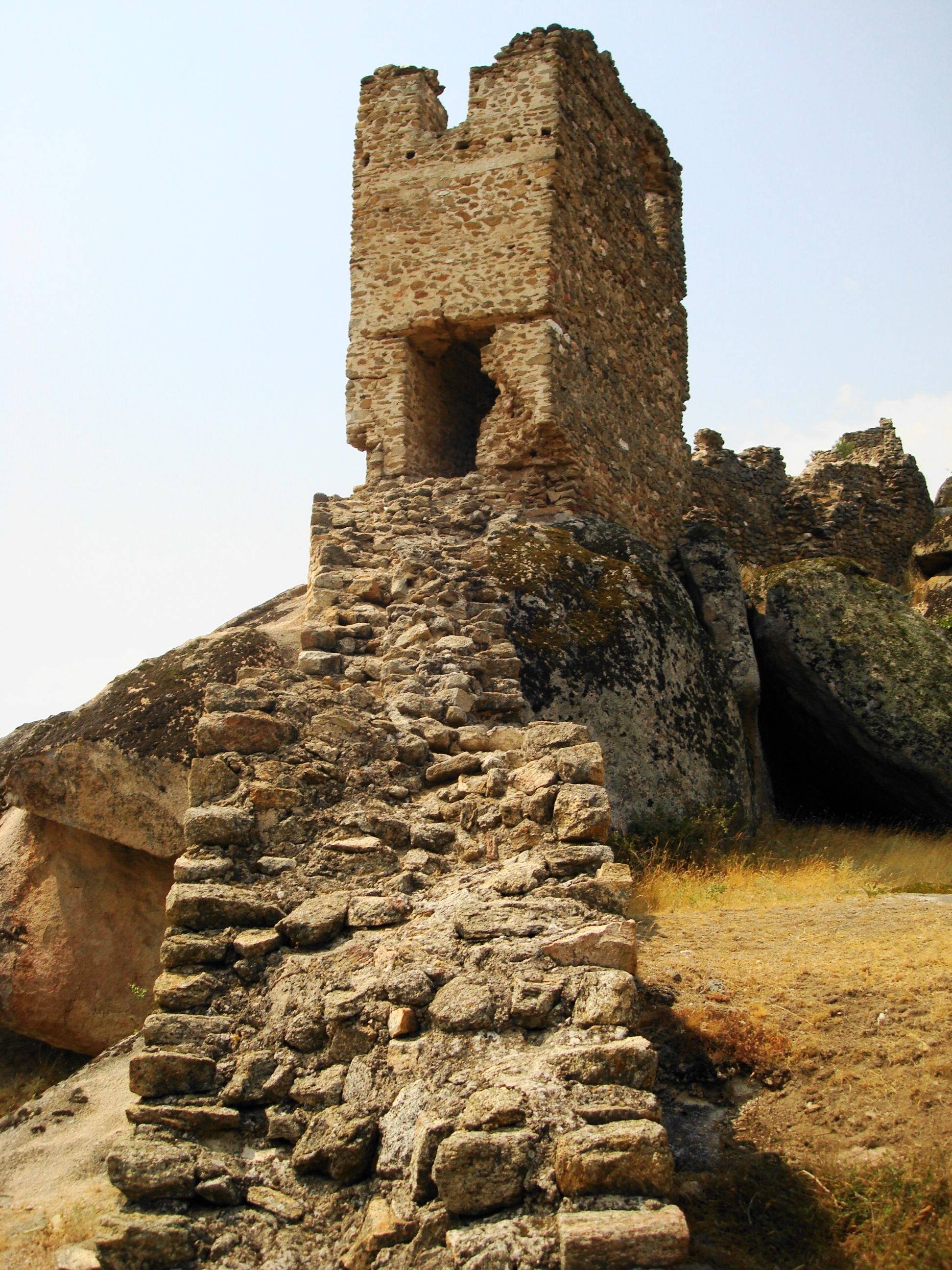
Les tours de Marc.
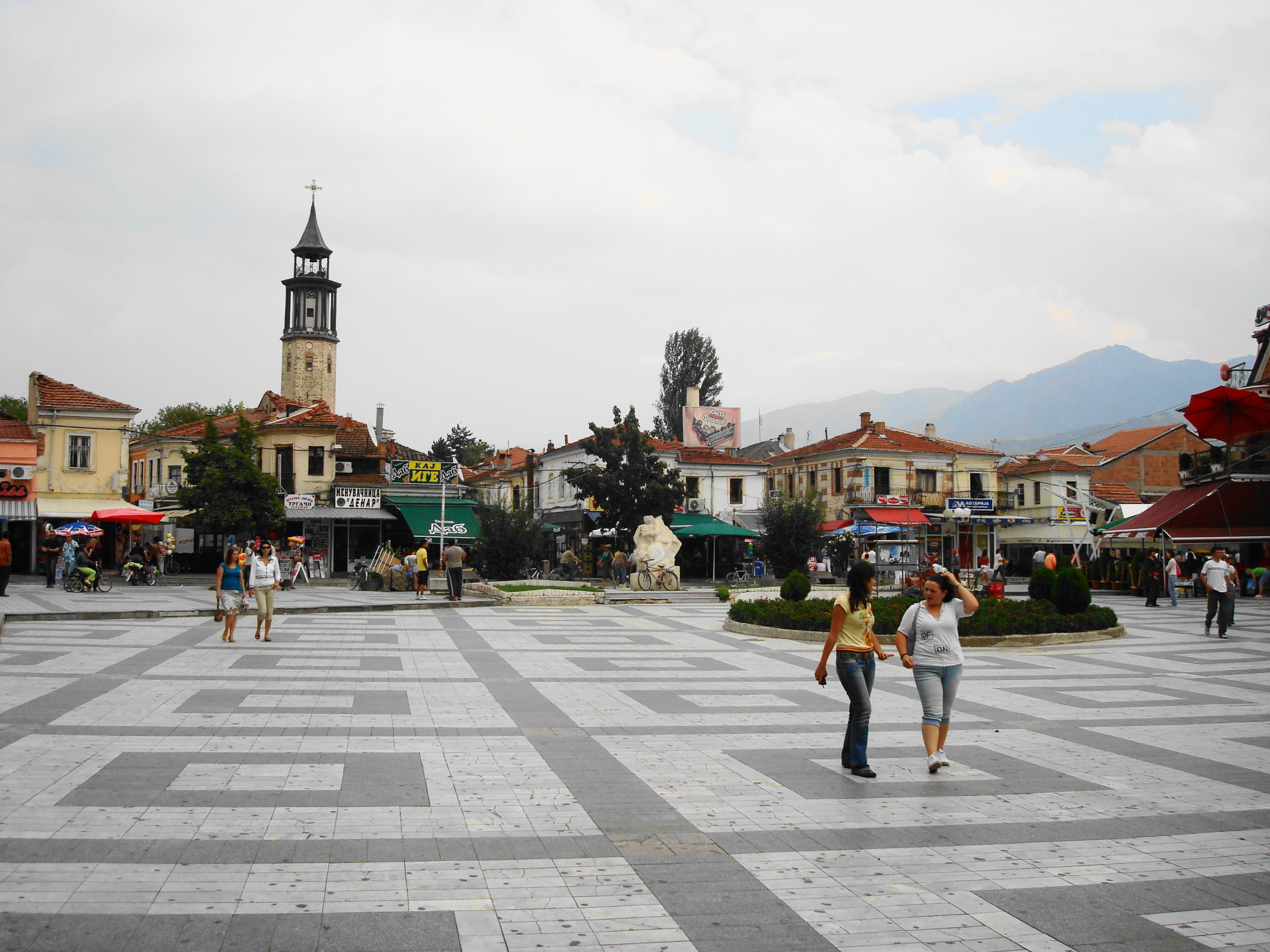
La place centrale.
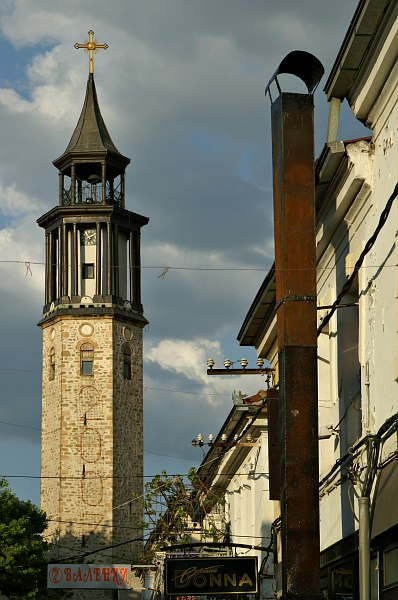
La tour de l'horloge.
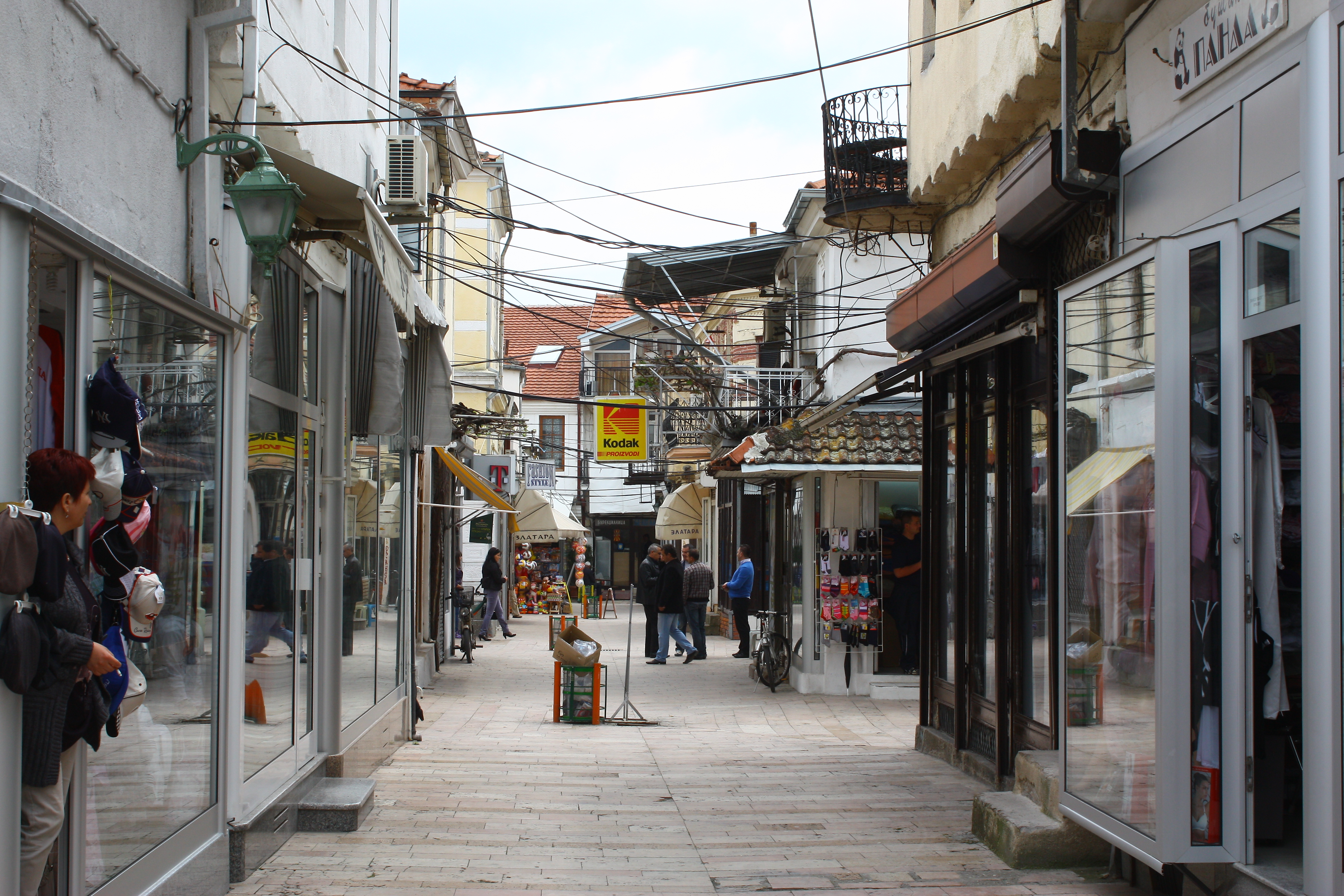
Le vieux bazar.
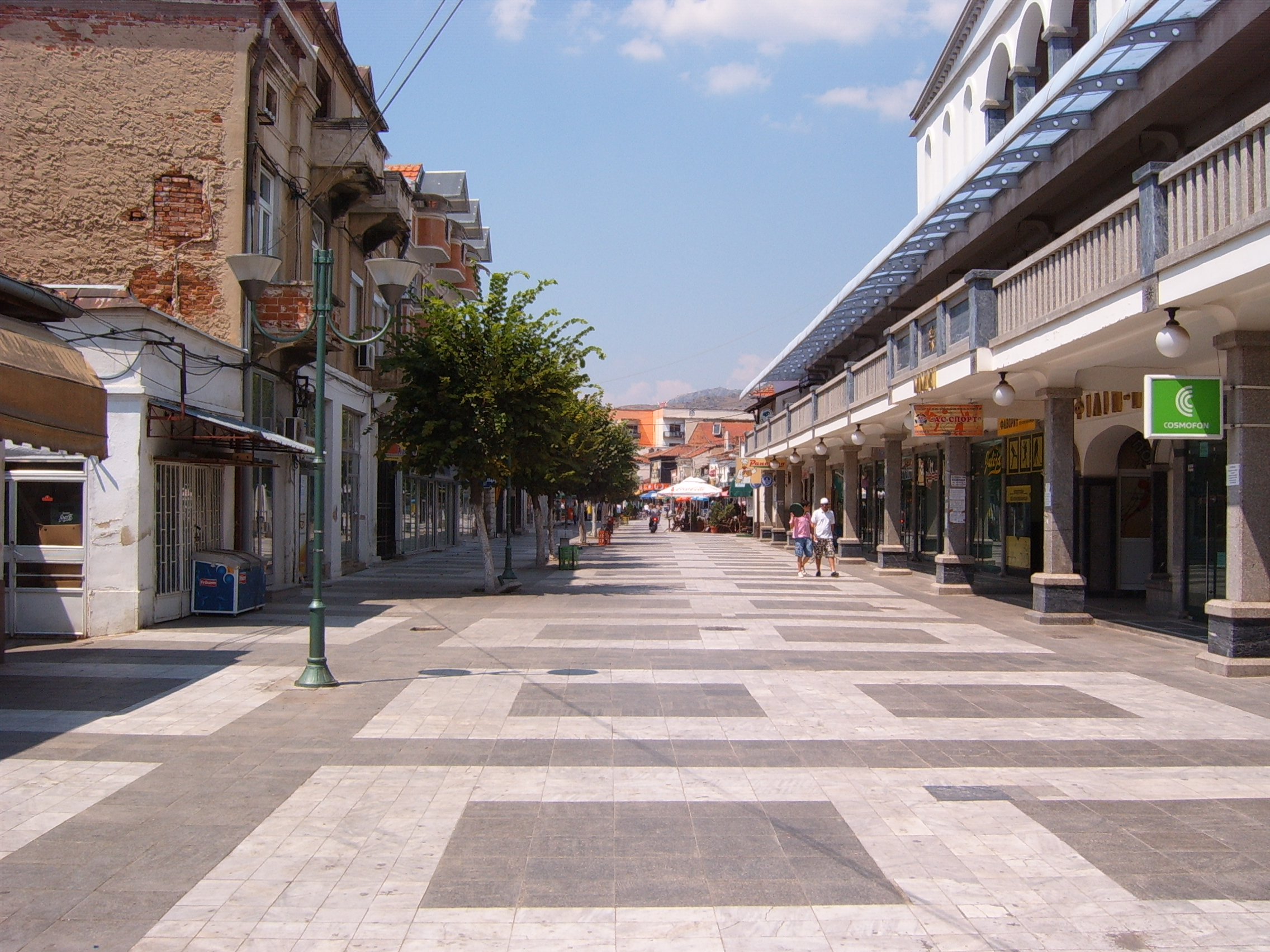
Rue du centre-ville.
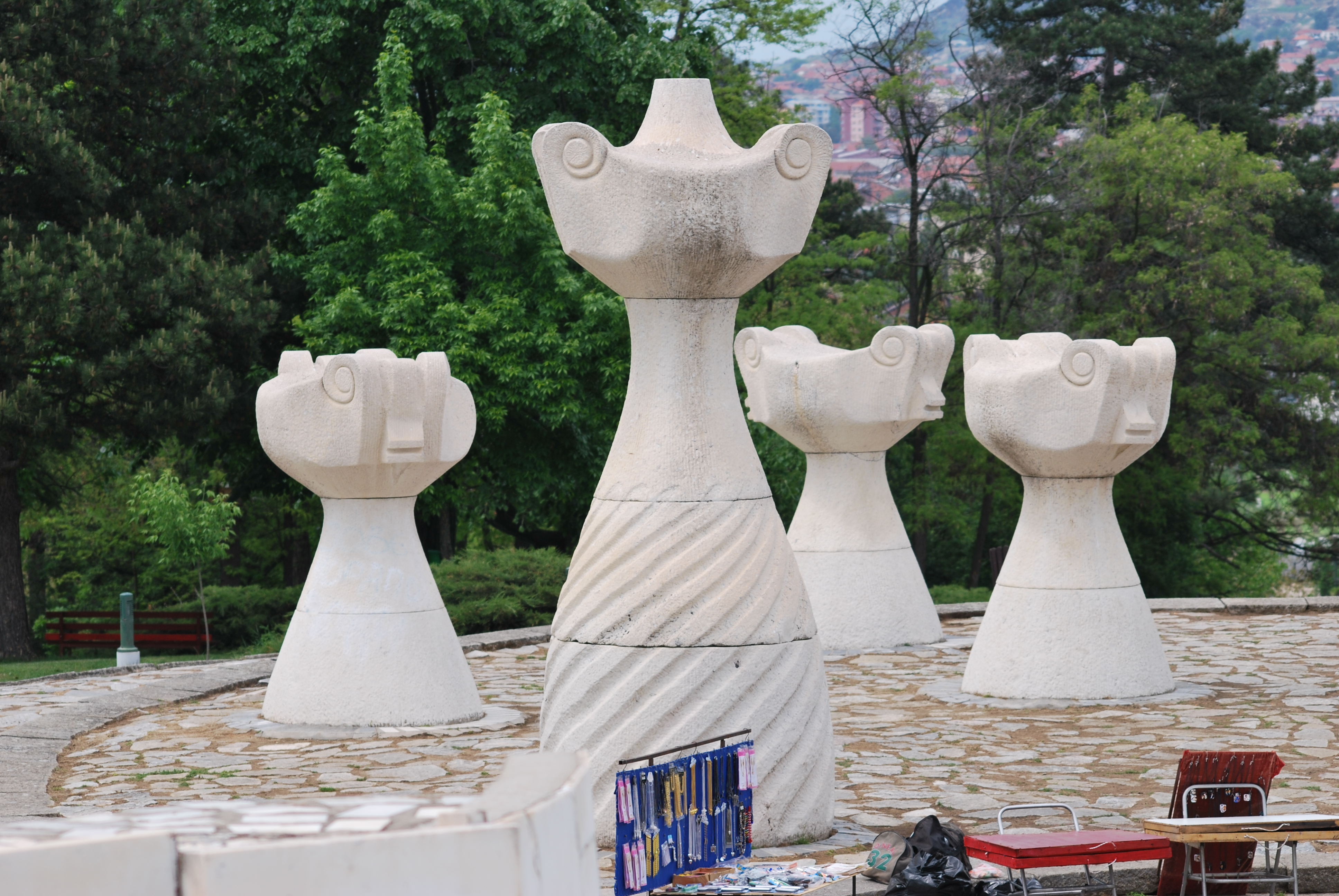
Le monument au soldat inconnu.
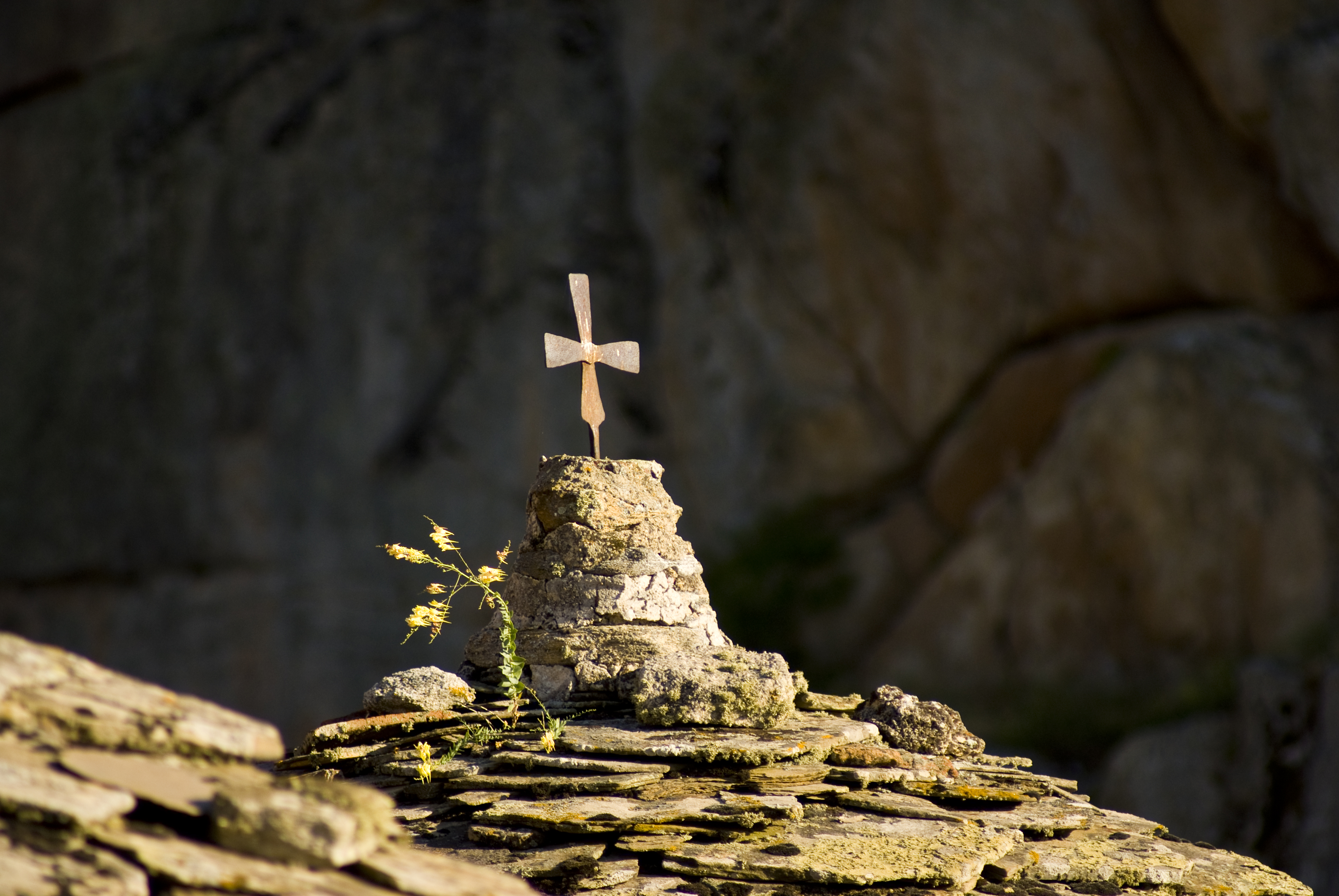
Croix au monastère de Treskavec.
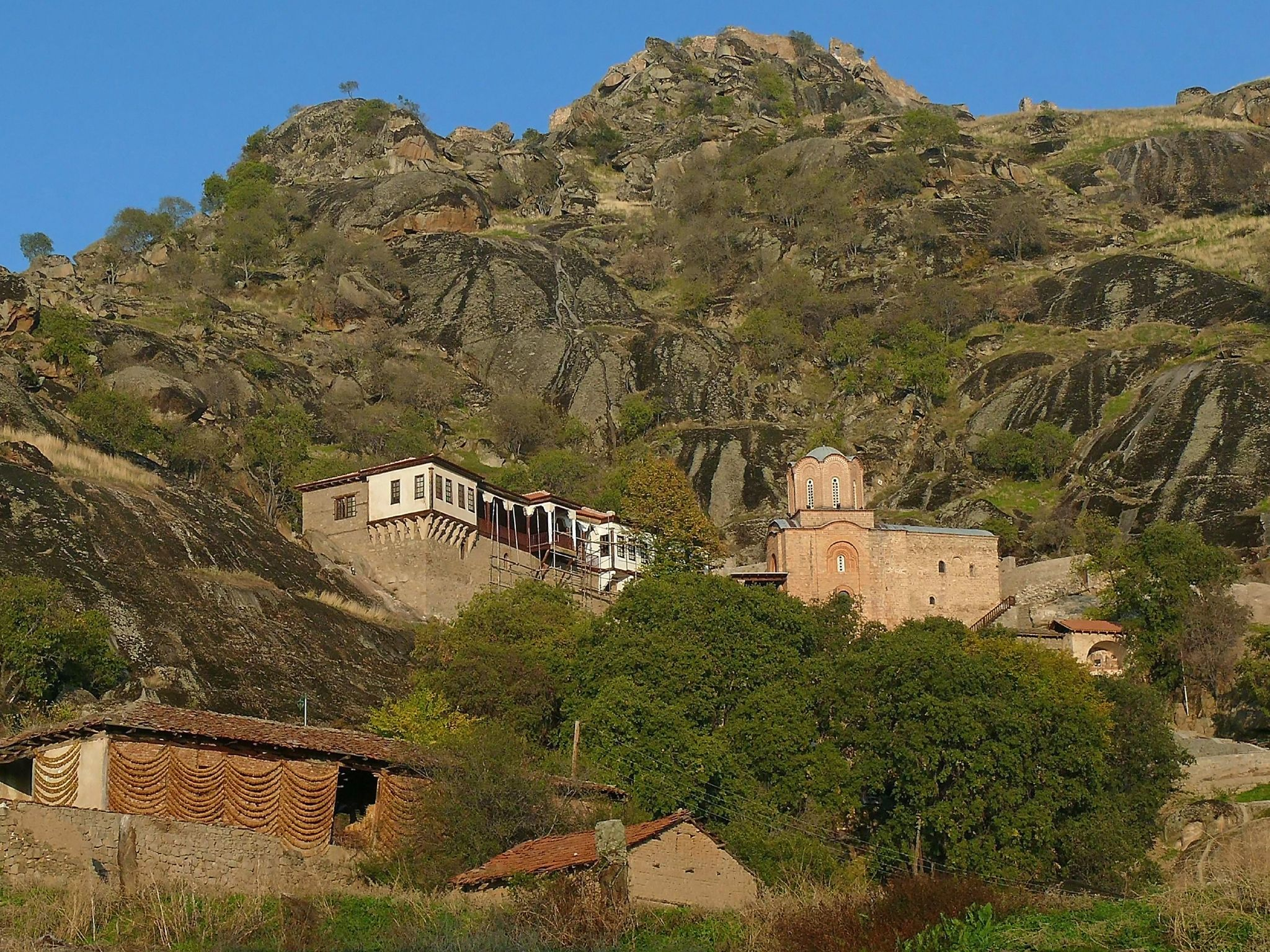
Monastère Saint-Michel.
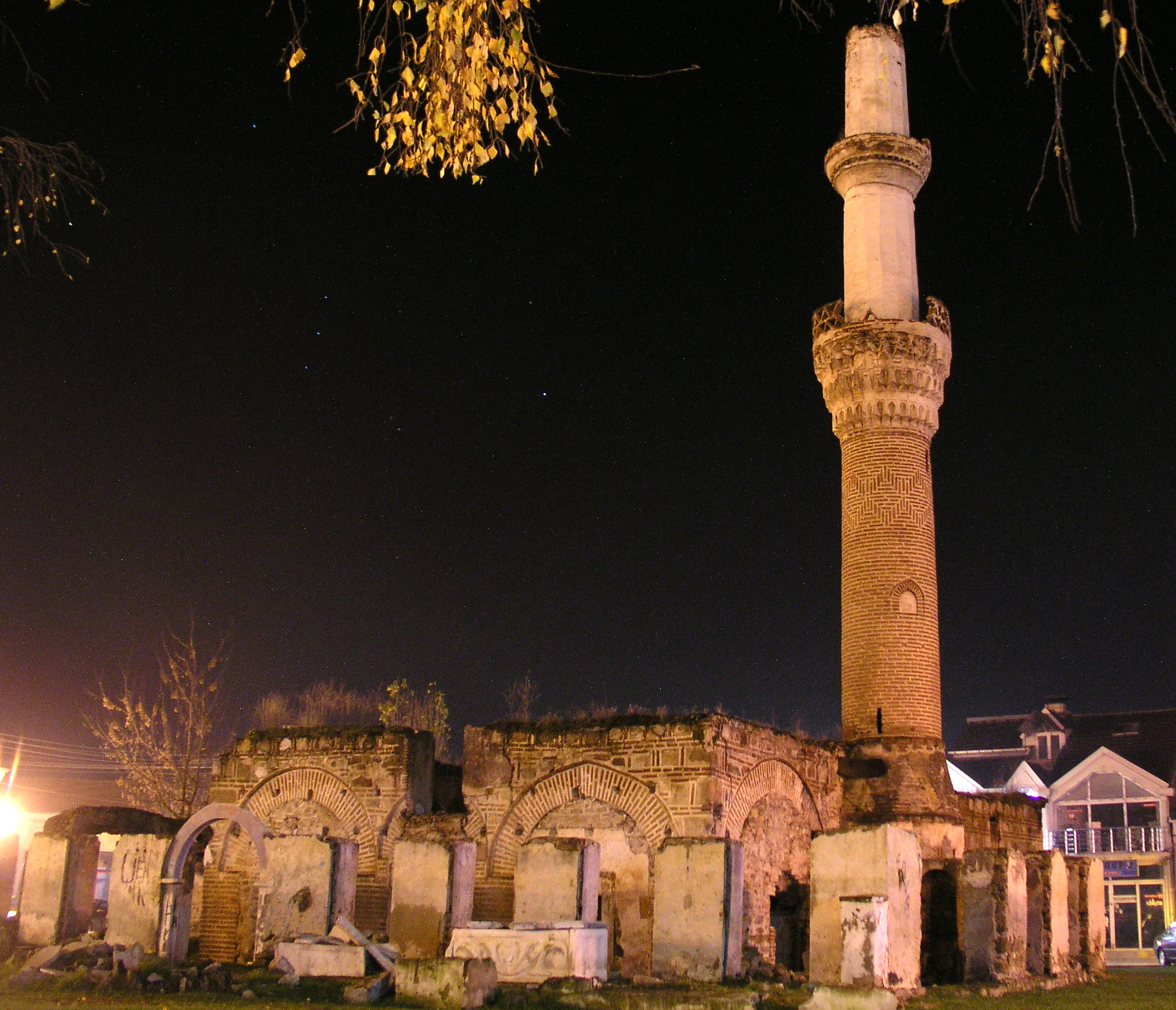
Vieille mosquée de Prilep.
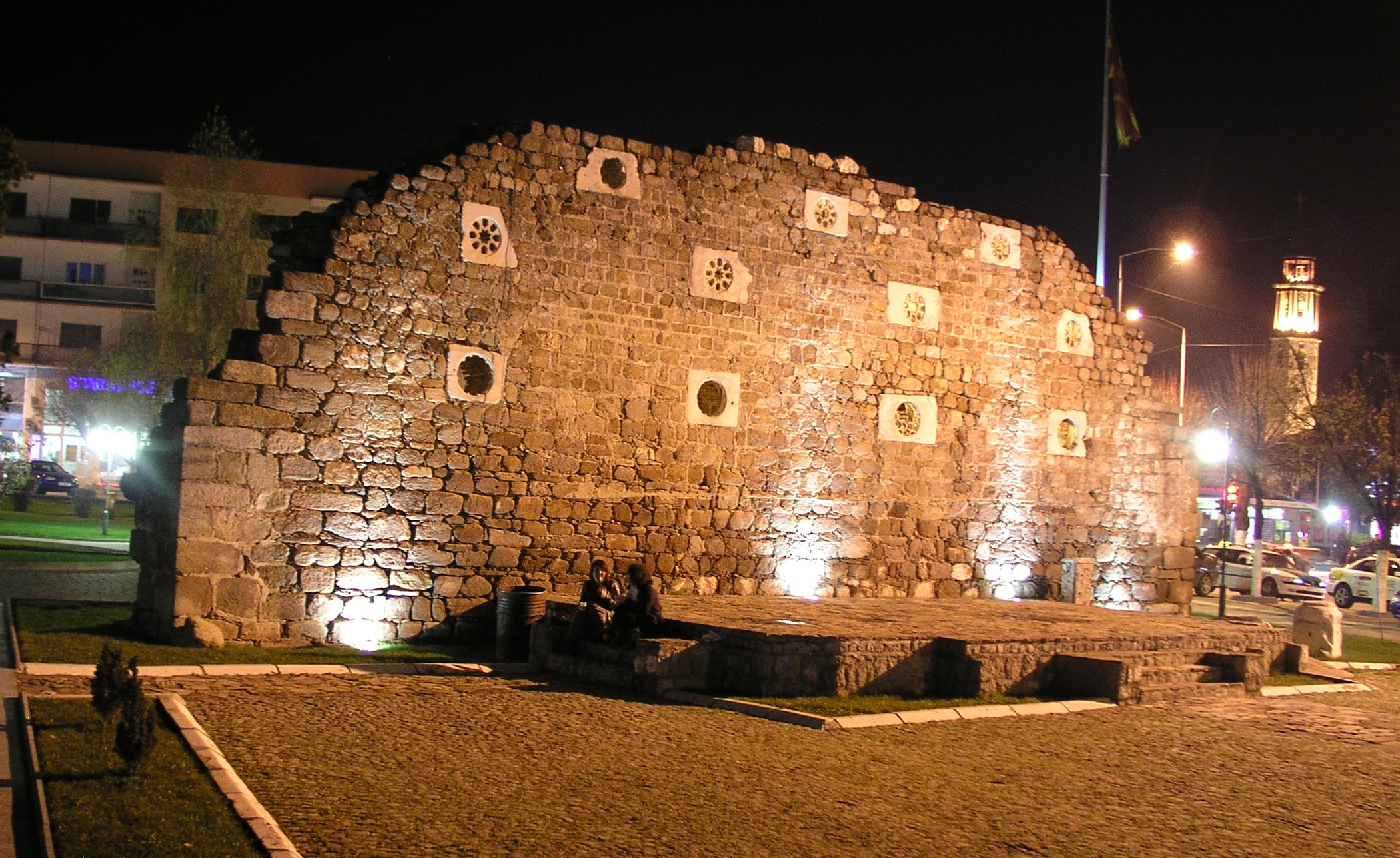
Mur d'un ancien bâtiment turc du XVe siècle à vocation commerciale.

## Jumelages et partenariats
- Cité de Vincent, Australie
- Radom, Pologne
- Garfield, New Jersey, États-Unis

## Dans la littérature
- La vie à Prilep est longuement décrite dans le récit de voyage culte L'Usage du monde (1963) de Nicolas Bouvier.

## Personnalités liées à la commune
- Vera Aceva (1919-2006) née à Oreovec (Prilep), communiste macédonienne.